# Chadegan (Verwaltungsbezirk)
Chadegan (persisch شهرستان چادگان) ist ein Schahrestan in der Provinz Isfahan im Iran. Er enthält die Stadt Chadegan, welche die Hauptstadt des Verwaltungsbezirks ist. Der Bezirk hat zwei Städte: Chadegan und Rozveh.

## Demografie
Bei der Volkszählung 2016 betrug die Einwohnerzahl des Schahrestan 32.479. Die Alphabetisierung lag bei 79 Prozent der Bevölkerung. Knapp 56 Prozent der Bevölkerung lebten in urbanen Regionen.
| Zensusjahr | Einwohnerzahl |
| ---------- | ------------- |
| 2011       | 33.942        |
| 2016       | 32.479        |